# Лакавица (Штип)
Лакавица (мкд. Лакавица) је насеље у Северној Македонији, у средишњем делу државе. Лакавица је село у саставу општине Штип.

## Географија
Лакавица је смештена у средишњем делу Северне Македоније. Од најближег града, Штипа, насеље је удаљено 20 km јужно.
Насеље Лакавица се налази у истоименој историјској области Лакавица. Насеље је положено у долини реке Криве Лакавице, леве притоке Брегалнице. Северно од насеља издиже се горје Јуруклук, претходница планине Плачковице. Надморска висина насеља је приближно 350 метара.
Месна клима је умерено континентална.

## Становништво
Лакавица је према последњем попису из 2002. године имала 139 становника.
Већинско становништво су етнички Македонци (77%), а остали су махом Турци (17%).
Претежна вероисповест месног становништва је православље.